# Бондаренко Володимир Петрович (футболіст)
Бондаре́нко Володи́мир Петро́вич (нар. 6 липня 1981, Київ) — український футболіст, по завершенні ігрової кар'єри — футбольний тренер.

## Кар'єра
Вихованець СДЮШОР «Динамо» (Київ). Перший тренер — Олександр Леонідов. Виступав за команди: ЦСКА-2 (Київ), «Система-Борекс» (Боярка), ЦСКА (Київ), «Арсенал» (Київ), «Лисма-Мордовія» (Саранськ), «Сокіл» (Саратов), «Оболонь» (Київ), «Содовик» (Стерлітамак), «Балтика» (Калінінград), «Динамо» (Санкт-Петербург), «Торпедо» (Москва). Останній клуб залишив у липні 2012 року у зв'язку з обвинуваченням у договірних матчах, пред'явлених йому клубом.
Влітку 2012 року перейшов до «Олександрії». В сезоні 2012/13 він разом з командою став бронзовим призером Першої ліги. Клуб поступився лише алчевській «Сталі» та «Севастополю», а Бондаренко зіграв у 26 матчах.
У 2015 році виступав за тоді ще аматорський колектив «Діназ» (Вишгород), а в 2016 році став граючим тренером команди «Десна» (Погреби).
З лютого 2016 року до грудня 2021 року був головним тренером вишгородського «Діназа».
1 лютого 2022 року призначений на посаду головного тренера сімферопольської «Таврії».